# Diamba
Diamba est une localité du nord-est de la Côte d'Ivoire, et appartenant au département de Tanda, district du Zanzan, région du Gontougo. La localité de Diamba est un chef-lieu de commune.